# Enekoitz Azparren
Enekoitz Azparren Irurzun (San Sebastián, 5 februari 2002) is een Spaans wielrenner die in 2025 bij Q36.5 Pro Cycling Team rijdt. Zijn broer Xabier Mikel is ook wielrenner.

## Carrière
In 2020, als tweedejaars junior, werd Azparren derde in de Gipuzkoa Klasika. Een week later werd hij vijfde in het nationale kampioenschap tijdrijden.
In 2022 werd Azparren zesde in de tijdrit op de Middellandse Zeepelen. Later dat jaar nam hij deel aan onder meer de Ronde van de Toekomst en de wegwedstrijd voor beloften op het wereldkampioenschap.
In 2023 werd Azparren prof bij Euskaltel-Euskadi, dat hem overhevelde vanuit hun opleidingsploeg. Zijn debuut voor de ploeg maakt hij in de Ronde van Saoedi-Arabië. Later dat jaar werd hij onder meer elfde in Parijs-Camembert en, namens een Spaanse nationale selectie, veertiende in de Ronde van de Toekomst.

## Ploegen
- 2023 –  Euskaltel-Euskadi
- 2024 –  Euskaltel-Euskadi
- 2025 –  Q36.5 Pro Cycling Team

E. Azparren · X. Azparren · Azurmendi · Ballarin · Berasategi · Bizkarra · Bou · Canal · Cuadrado · Etxeberria · Goikoetxea · Iribar · Isasa · Iturria · Juaristi · Lobato · López de Abetxuko · Martín · Maté ·  Soto
Aberasturi · Alustiza · Azparren · Azurmendi (tot 15/4) · Berasategi · Bizkarra · Bonillo · Bou · Cañellas · Cuadrado · de la Parte · Etxeberria · Fouché · Isasa · Iturria · Juaristi · López de Abetxuko · Martín · Maté · Mintegi · Zubeldia · Ganzabal (stagiair)